# Naše strana (Moldavsko)
Naše strana (rumunsky Partidul Nostru, zkratka PN) je moldavská populistická politická strana. Vede ji Renato Usatîi.
Jde o stranu moldovanistickou, rusofilskou a euroskeptickou.

## Historie
Strana vznikla 20. května 1994 jako Křesťanskodemokratická rolnická strana Moldavska (rumunsky Partidul Țărănesc Creștin Democrat din Moldova, zkratka PȚCDM). Zakládající konference PȚCDM schválila program a stanovy strany a zvolila na funkci předsedy Vladimira Reuse. V parlamentních volbách v roce 1998 strana kandidovala v koalici Moldavský demokratický konvent, která získala 26 mandátů, z toho PȚCDM získala mandáty 2.
Dne 26. června 2004 byla svolána celostátní konference PȚCDM, která zvolila nového předsedu strany, kterým byl bývalý první místopředseda vlády Nicolae Andronica. Pátá konference rovněž rozhodla o vypracování nového programu strany, který měl vycházet z tezí konzervativního manifestu „Víra, práce a kapitál, rodina a vlast“.
PȚCDM se zúčastnila předčasných parlamentních voleb v roce 2001, ale získala pouhých 0,27 %.
Na konferenci konající se 28. května 2005 strana přijala rozhodnutí o změně názvu strany na název Republikánská lidová strana (rumunsky Partidul Popular Republican, zkratka PPR) a přijala stanovy a program strany. 
Dne 13. dubna 2014 se konal stranický sjezd, na kterém Nicolae Andronic přenechal vedení strany Renato Usatîiovi a Republikánská lidová strana byla přejmenována na Naše strana. Ovšem 10. června 2014 ministerstvo spravedlnosti zamítlo registraci změn stanov Republikánské lidové strany s odvoláním na nesrovnalosti v postupu svolání sjezdu.
Dne 8. února 2015 se konal opakovaný sjezd Republikánské lidové strany, na kterém byl zvolen předseda strany a jednomyslným hlasováním 97 delegátů přítomných na sjezdu bylo schváleno rozhodnutí o změně názvu strany na Naše strana a tím i nové stanovy a politický program strany. S přihlédnutím k formálním náležitostem byly zopakovány všechny kroky z loňského sjezdu; předsedou Naší strany tak byl zvolen Renato Usatîi na návrh Nicolae Andronica, bývalého předsedy strany, který prohlásil, že z funkce odstupuje a nebude kandidovat na nové funkční období. Renato Usatîi, v té době uprchlík v Moskvě, se sjezdu osobně nezúčastnil, ale vystoupil s projevem prostřednictvím Skypu.
Ilian Cașu, Elena Panușová a Nicolai Țipovici byli zvoleni místopředsedy strany na prvním zasedání Národní politické rady Naší strany.
Dne 27. února 2015 Ministerstvo spravedlnosti schválilo rozhodnutí o registraci nově vypracovaných stanov strany a zvolení Renata Usatîia jejím předsedou. Informace byla zapsána do Státního rejstříku neziskových organizací.

### Vývoj názvu
| Název česky                                      | Název rumunsky                                 | Zkratka | Roky používání | Roky používání |
| ------------------------------------------------ | ---------------------------------------------- | ------- | -------------- | -------------- |
| Křesťanskodemokratická rolnická strana Moldavska | Partidul Țărănesc Creștin Democrat din Moldova | PȚCDM   | 1994           | 2005           |
| Republikánská lidová strana                      | Partidul Popular Republican                    | PPR     | 2005           | 2015           |
| Naše strana                                      | Partidul Nostru                                | PN      | 2015           | současnost     |

## Volební výsledky

### Parlamentní
| Volby   | Výsledky   | Výsledky   | Výsledky   | Výsledky   | Výsledky   | Postoj k vládě |
| Volby   | Hlasy      | %          | +/–        | Mandáty    | +/–        | Postoj k vládě |
| ------- | ---------- | ---------- | ---------- | ---------- | ---------- | -------------- |
| 1998    | 315 206    | 19,42      | Nová       | 2/101      | Nová       | Mimo parlament |
| 1998    | 315 206    | 19,42      | Nová       | 2/101      | Nová       | Mimo parlament |
| 1998    | 315 206    | 19,42      | Nová       | 2/101      | Nová       | Mimo parlament |
| 2001    | 4 228      | 0,27       | –          | 0/101      | ▼ 2        | Mimo parlament |
| 2005    | 21 365     | 1,37       | ▲ 1,10     | 0/101      | ▬          | Mimo parlament |
| 2005    | 21 365     | 1,37       | ▲ 1,10     | 0/101      | ▬          | Mimo parlament |
| 2009/04 | bez účasti | bez účasti | bez účasti | bez účasti | bez účasti | Mimo parlament |
| 2009/07 | bez účasti | bez účasti | bez účasti | bez účasti | bez účasti | Mimo parlament |
| 2010    | 1 997      | 0,12       | –          | 0/101      | –          | Mimo parlament |
| 2010    | 1 997      | 0,12       | –          | 0/101      | –          | Mimo parlament |
| 2014    | bez účasti | bez účasti | bez účasti | bez účasti | bez účasti | Mimo parlament |
| 2014    | bez účasti | bez účasti | bez účasti | bez účasti | bez účasti | Mimo parlament |
| 2019    | 41 746     | 2,95       | –          | 0/101      | –          | Mimo parlament |
| 2019    | 41 746     | 2,95       | –          | 0/101      | –          | Mimo parlament |
| 2021    | 60 100     | 4,10       | ▲ 1,15     | 0/101      | ▬          | Mimo parlament |
| 2021    | 60 100     | 4,10       | ▲ 1,15     | 0/101      | ▬          | Mimo parlament |

### Prezidentské
| Volby | Kandidát           | První kolo | První kolo | Druhé kolo | Druhé kolo | Výsledek | Poznámky                                                                       |
| Volby | Kandidát           | Hlasy      | %          | Hlasy      | %          | Výsledek | Poznámky                                                                       |
| ----- | ------------------ | ---------- | ---------- | ---------- | ---------- | -------- | ------------------------------------------------------------------------------ |
| 2016  | Dumitru Ciubașenco | 85 466     | 6,03       | N/A        | N/A        | Prohra   | V 2. kole podpořil Igora Dodona                                                |
| 2020  | Renato Usatîi      | 227 938    | 16,90      | N/A        | N/A        | Prohra   | Vyzval v 2. kole k hlasování proti Dodonovi (de facto podpořil Maiu Sanduovou) |
| 2024  | Renato Usatîi      | 213 168    | 13,79      | N/A        | N/A        | Prohra   | V 2. kole nikoho nepodpořil                                                    |

### Komunální

#### Okresní a municipalitní rady
| Volby | Hlasy   | %     | Mandáty  |
| ----- | ------- | ----- | -------- |
| 1995  | 230 775 | 19,67 | 252/1263 |
| 2007  | 36 617  | 3,18  | 27/1120  |
| 2011  | 5 230   | 0,38  | 2/1120   |
| 2015  | 143 387 | 11,15 | 135/1116 |
| 2019  | 48 772  | 4,54  | 51/1108  |
| 2023  |         |       | 44/1086  |

#### Městské a obecní rady
| Volby | Hlasy   | %     | Mandáty    |
| ----- | ------- | ----- | ---------- |
| 1995  | 238 271 | 21,43 | 2333/10597 |
| 2007  | 30 220  | 2,99  | 272/10621  |
| 2011  | 6 919   | 0,62  | 39/10630   |
| 2015  | 87 090  | 8,20  | 784/10564  |
| 2019  | 27 997  | 3,03  | 248/10499  |
| 2023  |         |       | 188/9972   |

#### Starostové
| Volby | Počet | %     | Mandáty |
| ----- | ----- | ----- | ------- |
| 1995  | 83    | 10,36 | 83/803  |
| 2007  | 19    | 2,12  | 19/895  |
| 2011  | 1     | 0,11  | 1/898   |
| 2015  | 43    | 4,80  | 43/898  |
| 2019  | 24    | 2,67  | 24/898  |
| 2023  | 17    | 1,90  | 17/898  |